# Universal Power Drives
Universal Power Drives était un constructeur britannique de camions qui a commercialisé ses véhicules sous la marque Unipower.

## Histoire
La société Universal Power Drives Ltd a été créée en 1934. Elle disposait d'une usine à Perivale et son siège social était installé à Aldwych, Londres. De son origine jusque dans les années 1950, elle s'est spécialisée dans la production de camions forestiers de type 4x4. En 1972, elle présente le modèle 4x4 Unipower Invader adapté à la lutte contre les incendies et à la construction.

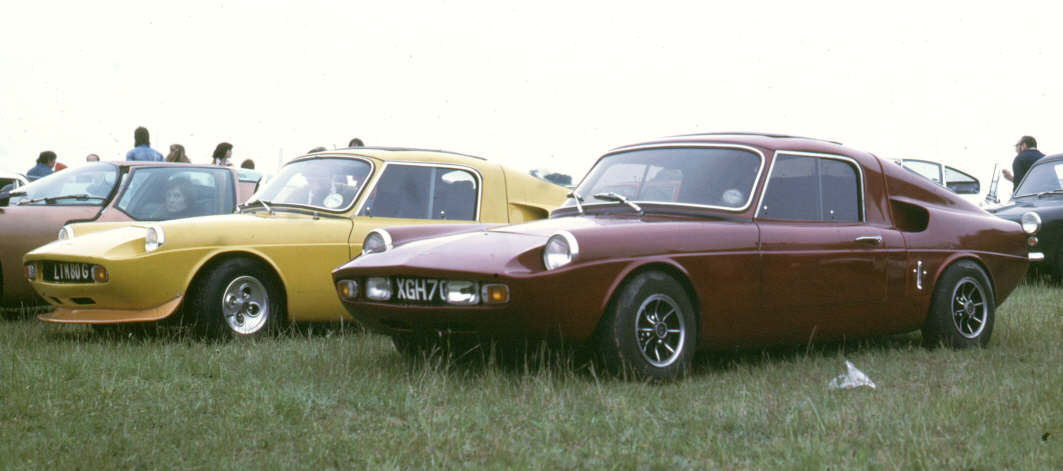
Automobile Unipower GT

Voulant se diversifier dans le secteur automobile, au "Racing Car Show" de janvier 1966, elle expose l'Unipower GT, un petit coupé sportif. En 1967 et 1968, elle fabrique et commercialise le modèle Unipower Quasar, dessiné par Quasar Khanh, équipé du petit moteur BMC de 1,1 litre de la Mini.
En Nouvelle Zélande, au début des années 1970, la société Todd Motors a produit sous licence le modèle TS3 Commer Truck.
Au début des années 1970, un vaste programme de réorganisation du Groupe British Leyland, en difficulté, est lancé, notamment dans le secteur des poids lourds avec la fermeture des anciennes usines de Thornycroft en 1972 et le repliement des fabrications sur le nouveau site de Scammell Motors à Watford.
En 1977, la société est rachetée par le groupe américain Caterpillar et toute la production est transférée à l'usine Caterpillar de Thames Ditton dans le comté du Surrey. En 1983, Unipower lance le tracteur de transport lourd de la "série C" et une gamme de camions militaires.

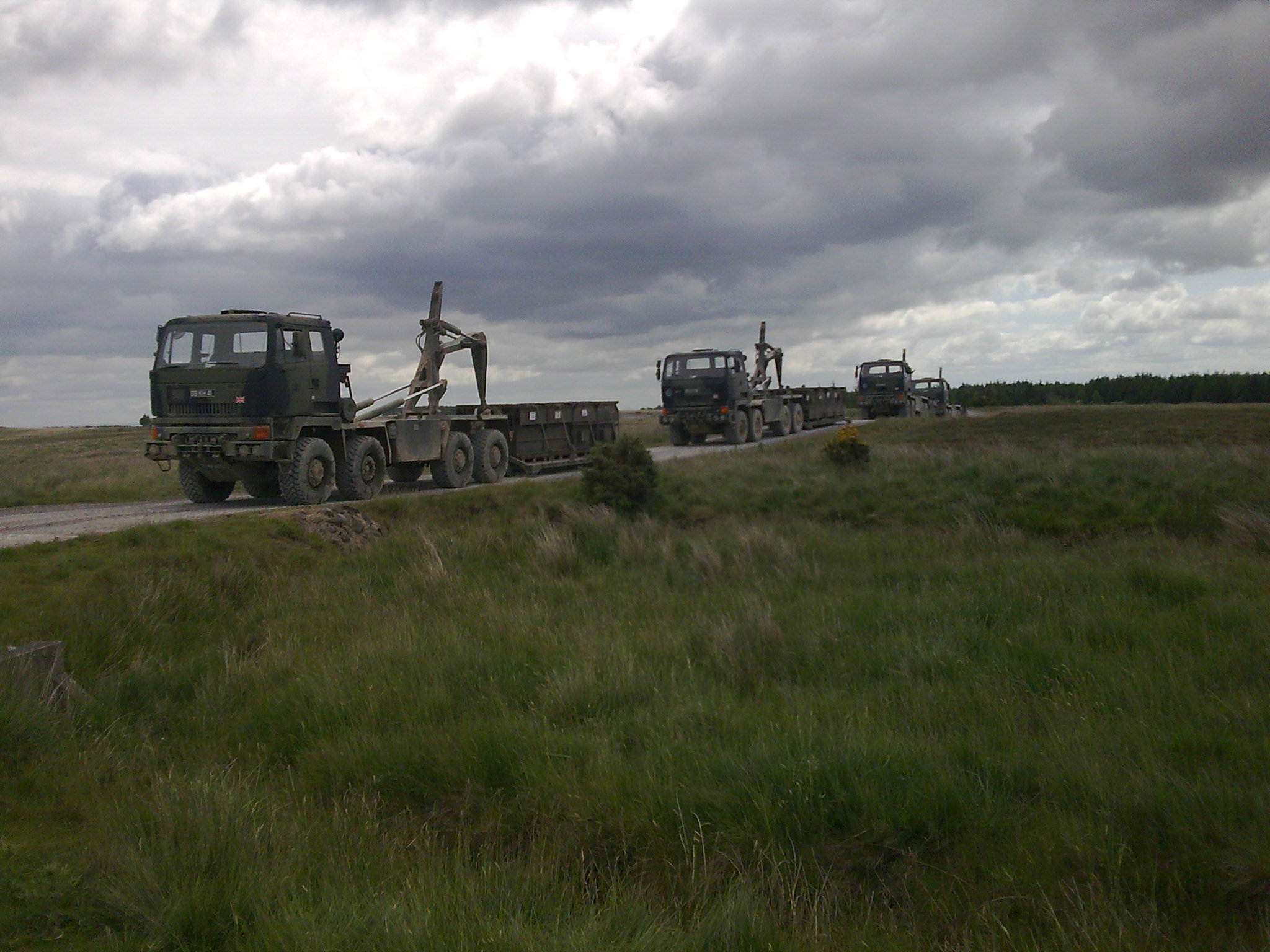
Prototypes Scammel et Foden DROPS

En 1986, Scammell soumissionne à l'appel d'offres lancé par le Ministère britannique de la défense pour la fourniture de 1.522 camions de transports lourds DROPS. Scammel propose une variante 8x6 du S24, équipé d'un moteur Rolls-Royce 350, d'une boîte de vitesses automatique ZF et d'essieux Kirkstall. Peu après avoir remporté ce contrat, le groupe Leyland se sépare en Leyland Bus et Leyland Trucks. Leyland Trucks est acheté par le constructeur hollandais DAF. DAF décide de produire la version "S26 DROPS" dans l'usine Leyland Trucks de Lancashire et de fermer l'usine de Watford.
Plusieurs cadres dirigeants de Scammel, qui avait de fait disparu, démissionnent et rejoignent Unipower fin 1988, pour créer, Unipower Trucks, une division poids lourds et militaires à Watford pour assurer la continuité de la production des camions Scammell après la fermeture de l'usine Leyland DAF (ex British Leyland) de Watford qui fabriquait les camions Scammell.

En 1994, lorsque Unipower est racheté par Avis Ltd, l'usine de Watford ferme et la série C disparait. La production des autres modèles Scammel se poursuit quelque temps. La nouvelle filiale est nommée Alvis Unipower Limited, les camions portent la marque Alvis-Unipower, puis simplement "Unipower".
Après son élimination de l'appel d'offres pour le projet de l'armée britannique d'un camion transporteur d'équipement lourd (HET), Alvis a annoncé son intention de chercher un repreneur pour la division Alvis Unipower.
Début 2001, Alvis PLC vend "Alvis Unipower" au groupe singapourien AVIMO Group et la licence des camions spéciaux est rachetée par la société française Nicolas SAS de Champs-sur-Yonne, une filiale du groupe allemand TII GmbH.